# Noria de Angeles
Noria de Angeles là một đô thị thuộc bang Zacatecas, México. Năm 2005, dân số của đô thị này là 13197 người.